# Médeia (divadelní hra)
Médeia je tragédie, jejímž autorem byl starořecký dramatik Eurípidés. Hra byla poprvé uvedena roku 431 př. n. l. spolu s hrami Filoktetes a Diktis a satyrskou komedií Eristai na Dionýsovských hrách, kdy obsadila 3. místo (za Euforinem a Sofoklem) v soutěži divadelních her. Hra zpracovává pověst o Argonautech a zlatém rouně.

## Děj
Hra zpracovává pověst o dávných plavcích Argonautech, usilujících o zlaté rouno (ovčí kůže). Královská dcera Médeia zachránila vůdce Argonautů Iásóna a pomohla mu získat zlaté rouno, zamilovala se do něj a odplula s ním do Korintu. Zde si Iásón oblíbil dceru krále Kreonta Glauku, se kterou se chystal ke svatbě. Médeia jako zrazená žena, poslala nevěstě jako dar ozdobu do vlasů a šaty napuštěné jedem. Ty se na ní vzňaly a Glauka i se svým otcem uhořela. Médeia zabije i své dva syny, které měla s Iásonem, a Héliovým vozem prchá do Athén ke králi Aigeovi, který jí nabídl útočiště.

## Pozdější zpracování
V Řecku téma později zpracovali také básníci Neofon, Euripides mladší, Dikaiogenes nebo Karkinos. Překlad do latiny provedl Ennius a ve svých básních se Médeii věnoval i Ovidius. 
V moderní době bylo téma zpracováno především díky stejnojmenné Sennecově tragédii.